# Rijksmuseum van Natuurlijke Historie
Das Rijksmuseum van Natuurlijke Historie war ein Naturkundemuseum am Rapenburg in Leiden, Niederlande. Es war der Vorläufer des heutigen Naturalis Biodiversity Center.

## Geschichte
Ab 1815 existierten Pläne, am Hof van Zessen ein Museum zu errichten (das erste Gebäude, das in Leiden «Museum» genannt wurde). 1820 wurde es durch einen königlichen Erlass aus einem Zusammenschluss mehrerer bestehender Sammlungen der Universität Leiden gegründet. Dies geschah auf Initiative von Coenraad Jacob Temminck, der das Museum vor allem als Forschungsinstitut sah. Die Gesamtsammlung war zu dieser Zeit bereits recht groß und wurde durch ausländische Expeditionen und durch den Erwerb von Privatsammlungen aus Nachlässen stetig erweitert. Der Standort wird heute vom Rijksmuseum van Oudheden genutzt. 1878 wurde das Rijksmuseum voor Geologie en Mineralogie, das im selben Gebäude untergebracht war, als eigenständiges Museum eröffnet.
Von 1820 bis 1913 war das Museum an der Papengracht in der Regel nur an Sonntagen für die Öffentlichkeit zugänglich. Auf Wunsch war es Studenten und Wissenschaftlern gestattet, an Museumsführungen teilzunehmen.
1913 zog das Museum in ein neues Gebäude am Leidse Raamsteeg, wo nur ein kleiner Ausstellungsraum vorhanden war. Im Jahr 1950 wurde auch dieser Raum wegen mangelnder Aufsicht stillgelegt. Seitdem kamen nur noch wenige Besucher zu Führungen, Vorträgen und seltenen, temporären Ausstellungen.
Ab 1976 wurde eine neue Museumspolitik angestrebt mit dem Ziel eine zentrale kuratorische Rolle zu übernehmen, u. a. durch Wechsel- und Sonderausstellungen und durch Leihgaben an andere Museen. Das Rijksmuseum van Natuurlijke Historie und das Rijksmuseum van Geologie en Mineralogie fusionierten 1984. Eine permanente öffentliche Ausstellung war noch nicht vorhanden. Das änderte sich 1986, als die sogenannte „Nationale Präsentation“ im Bereich der Naturgeschichte von der niederländischen Regierung in Auftrag gegeben wurde. Es begannen die Planungen für einen Neubau, der 1990 fertiggestellt und 1998 als Naturalis eröffnet wurde.
Zu den in Leiden aufbewahrten Typusexemplaren gehören u. a. der Gesellschaftsläufer (Prosobonia leucoptera), der Diademlori (Eos histrio), die Siau-Zwergohreule (Otus siaoensis), der Pelzelnstar (Aplonis pelzelni) und der Schwarzbrauen-Mausdrossling (Malacocincla perspicillata).

## Zeitschriften
Von 1862 bis 1908 existierte die Zeitschrift Muséum d’Histoire Naturelle des Pays-Bas. Von 1880 bis 1914 wurde die Zeitschrift Notes from the Leyden Museum herausgegeben. 1915 wurde die Museumszeitschrift Zoologische Mededelingen gegründet, die noch heute vom Museum Naturalis fortgeführt wird. Von 1948 bis 2002 wurde das wissenschaftliche Journal Zoologische Verhandelingen veröffentlicht.

## Gebäude und Einrichtung

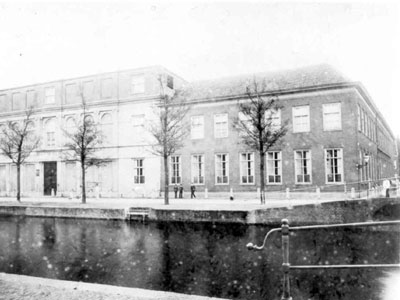
1820–1913: Gebäude Papengracht/Rapenburg
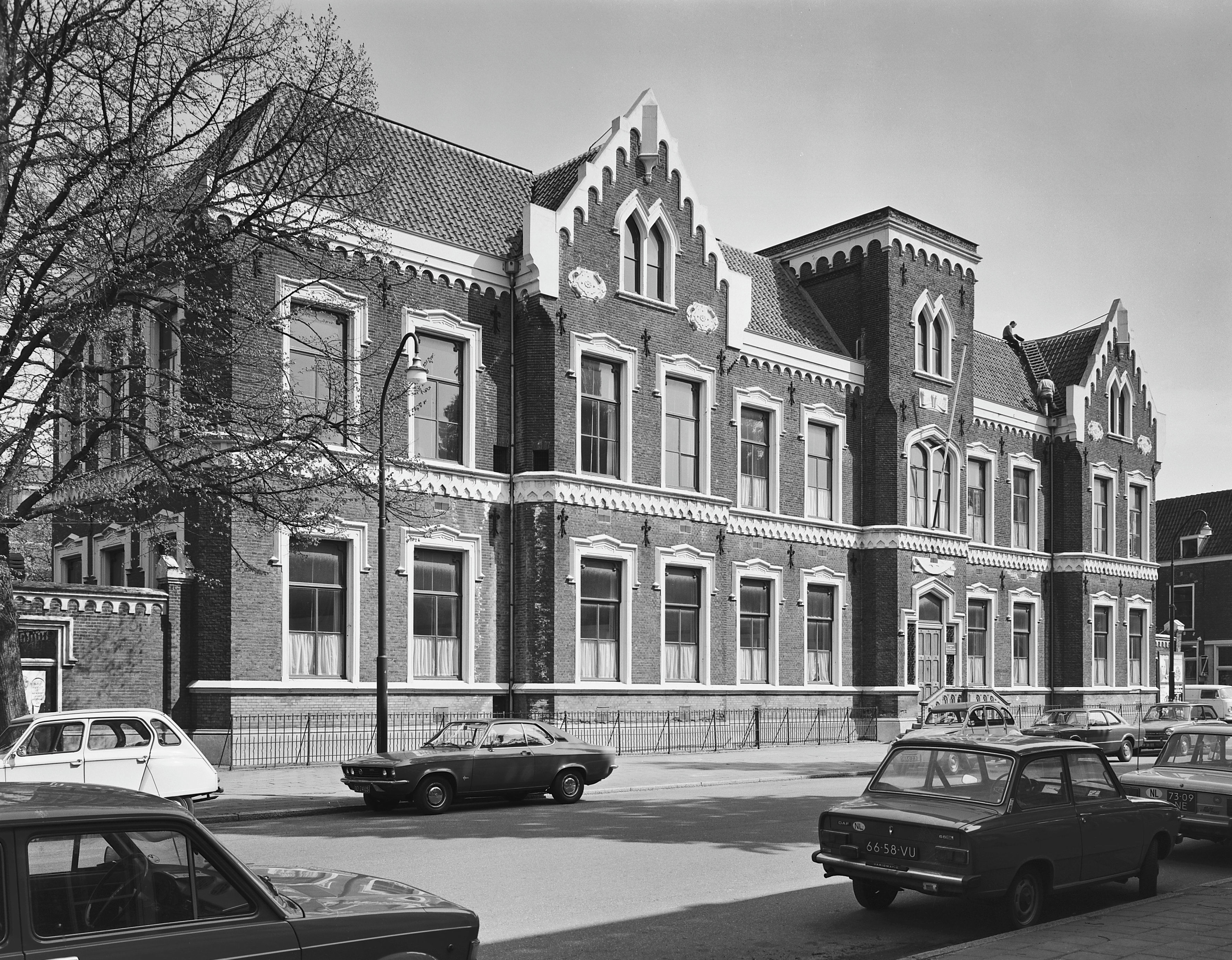
1913–1990: Gebäude Doezastraat/Ecke Raamsteeg
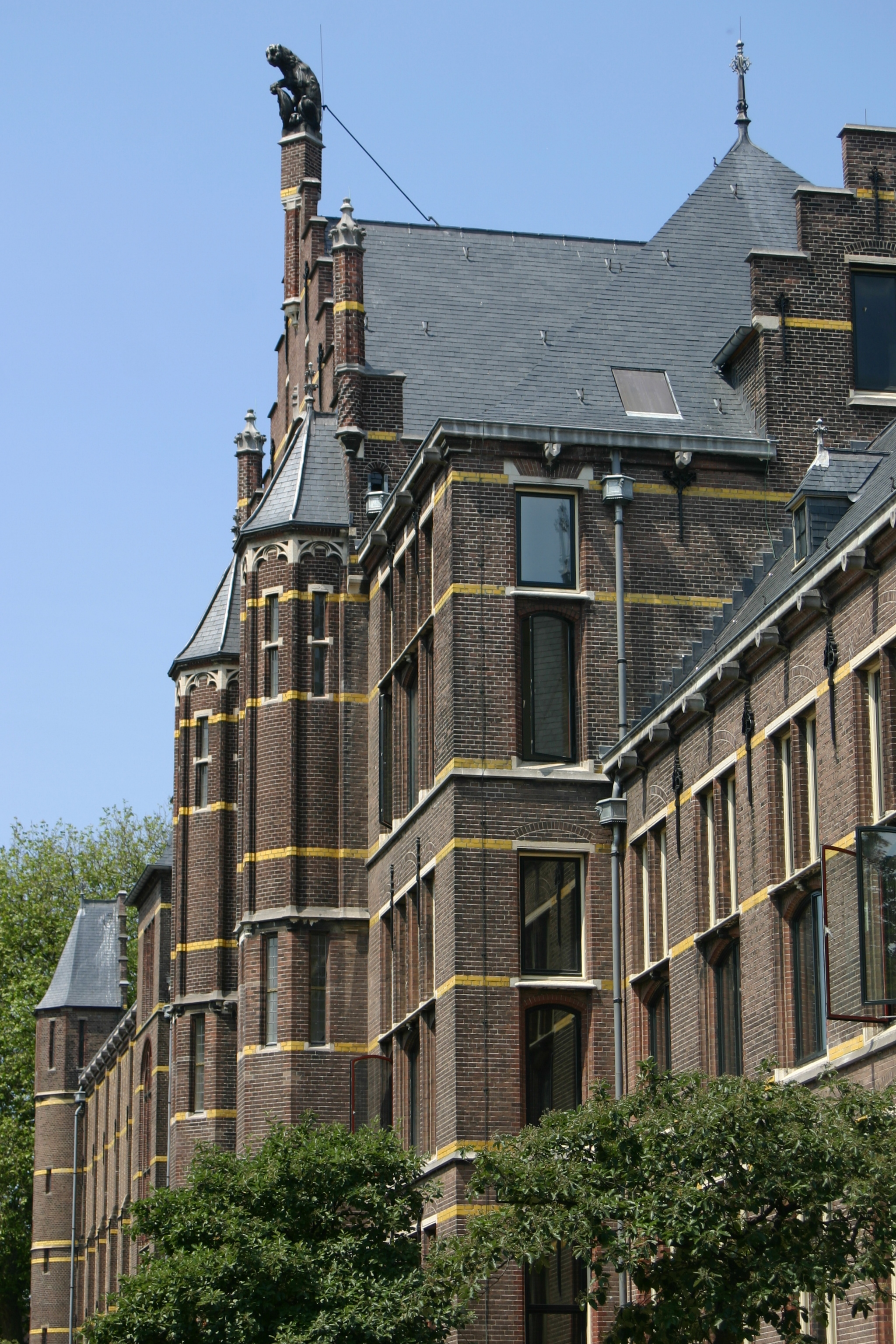
1913–1990: Fassade am Raamsteeg
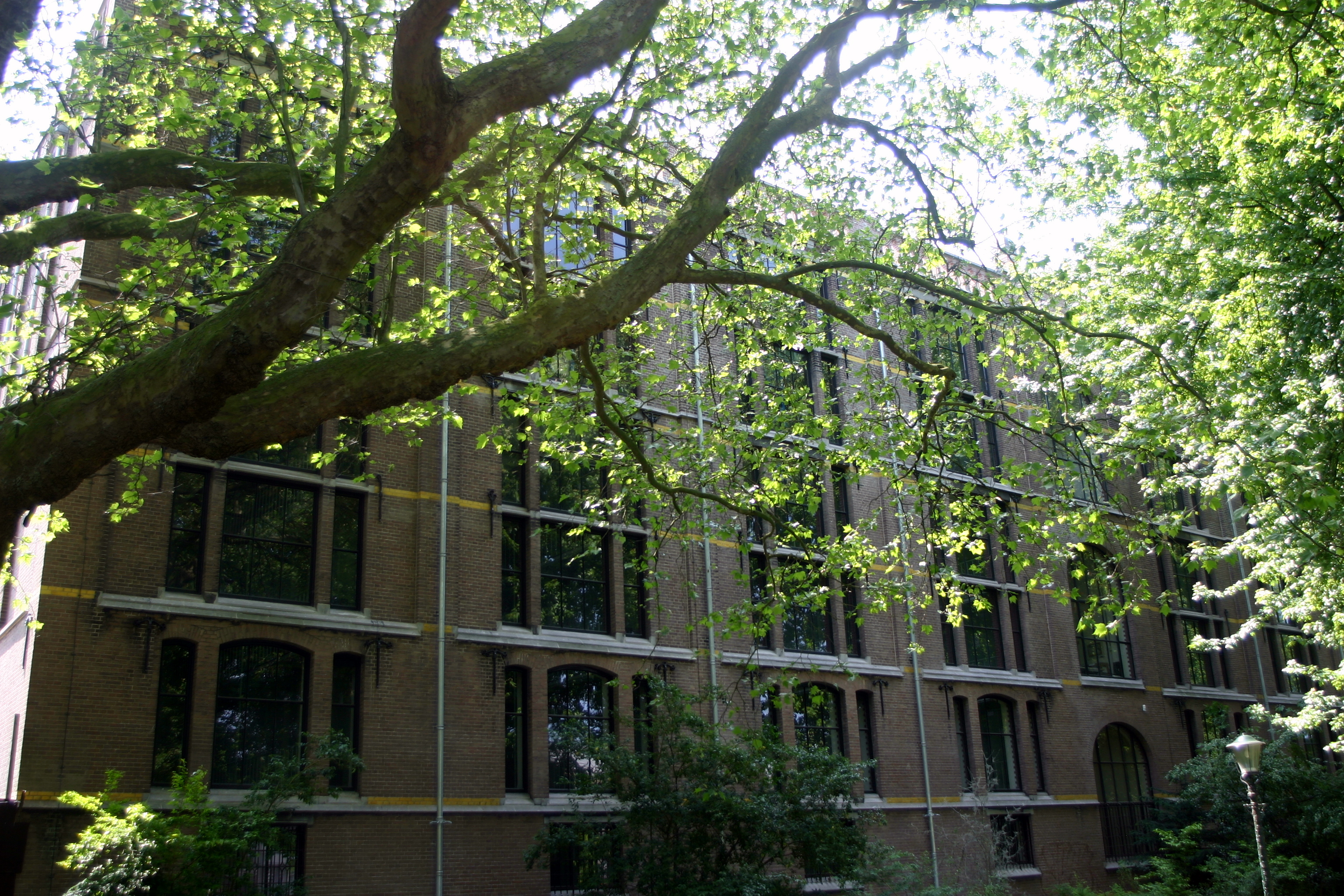
1913–1990: Trockenlager, nähe Van der Werffpark
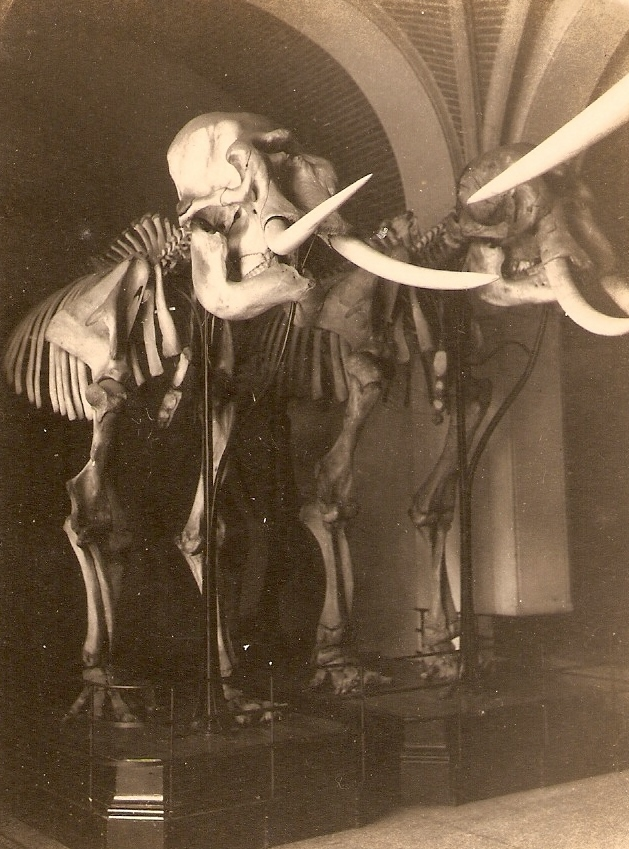
Halle mit zwei Elefant-Skeletten
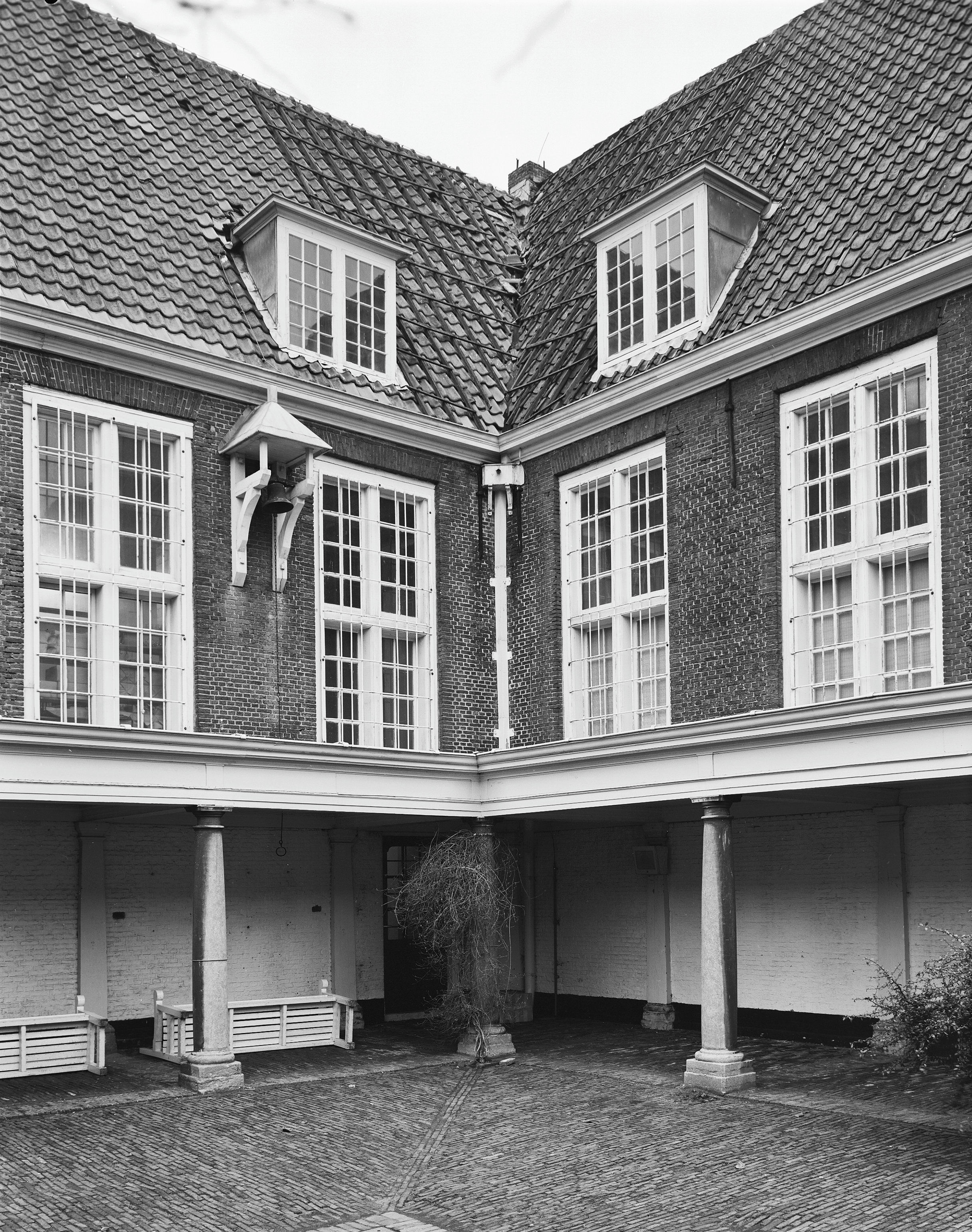
Pesthuis Leiden

## Liste der Direktoren
1. 1820–1858 Coenraad Jacob Temminck
2. 1858–1884 Hermann Schlegel
3. 1884–1913 Fredericus Anna Jentink
4. 1913–1933 Eduard Daniël van Oort
5. 1933–1958 Hilbrand Boschma
6. 1958–1972 Leo Daniël Brongersma
7. 1972–1982 Willem Vervoort[1]
8. 1982–1989 Jacobus Theodorus Wiebes[2]
9. 1989–1991 A. O. J. M. de Caluwé
10. 1991–2003 Wim van der Weiden